# SIAI S.21

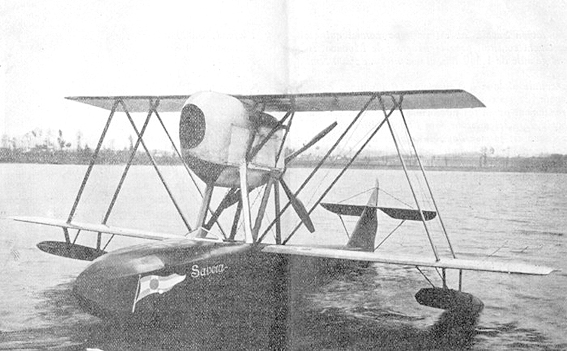
SIAI S.21

SIAI S.21は、シュナイダー・トロフィー・レース専用機として1921年にSIAI-サヴォイアで製作された複葉飛行艇である。

## 概要
上翼の方が下翼より幅の狭い複葉機で、翼間支柱は前面から見てM型に配置された。操縦席のほぼ真上に支柱で支えられた300馬力のAnsaldo San Giorgio 4E-14 エンジンが配置され、推進式の4翅のプロペラが駆動された。
極めて操縦が難しい機体であり、パイロットのグイド・ジャンネッロ専用として製作されている。そのため、彼が急病の際、代わりに操縦できるパイロットがおらず、1921年のシュナイダー・トロフィー・レースは棄権する羽目となった。

## スペック
- 全長：7.62m
- 全幅：7.69m
- 出力：300HP
- 最大速度：290km/h

## 登場作品
映画
- 『紅の豚』 - 主人公の愛機としてサボイアS.21という名称の飛行艇が登場する。しかし、作中に登場する機体は単葉機であり、実際にはマッキ M.33をモデルにしていると言われる。